# 三芦城
三芦城（みよしじょう）は、陸奥国石川郡泉郷（福島県石川郡石川町下泉泉郷川流域）にあった城館（日本の城）。平安時代後期から戦国時代にかけて石川郡を支配していた陸奥石川氏の居城である。別名石川城。

## 歴史・沿革
平安時代後期に石川有光がこの地に館を築いたのが城の始まりであるといわれる。有光は清和源氏の出で、源頼光の弟頼親の孫にあたり、はじめ摂津国に居住していたが、後に陸奥国石川庄に移り、三芦城を築いたという。三芦城はその後石川氏代々の居城となり、天正18年（1590年）の奥州仕置で小田原征伐への不参を理由に石川氏が豊臣秀吉の命で改易処分となった際に廃城になった。当時の石川氏当主の昭光は伊達政宗の叔父にあたるため、その後に石川氏は伊達氏家臣となり、伊具郡角田城主（2万1千石）及び伊達一門筆頭としての地位を全うした。